# 포르 토도 로 알토
《포르 토도 로 알토》(스페인어: Por todo lo alto)은 2006년 방영된 베네수엘라의 텔레노벨라이다.